# Никифоров Денис Євгенович
Никифоров Денис Євгенович (рос. Никифоров Денис Евгеньевич; нар. 2 серпня 1977, Москва) — російський актор театру і кіно, каскадер. Популярним став у серіалі «Молодіжка».
Фігурант бази даних центру «Миротворець».

## Біографія
Денис Євгенович Никифоров народився 2 серпня 1977 року в Москві, Росія.
У дитинстві жив кілька років у Будапешті з батьками, які перебували у відрядженні в Угорщині.
З 1995 став грати на сцені Московського театру-студії під керівництвом Табакова. В 1998 після закінчення Школи-студії МХАТ  (курс О. П. Табакова) був прийнятий в трупу театру.
У 2013 році почав зніматися у російському серіалі «Молодіжка» у ролі тренера хокейної команди Сергія Макєєва.
Знімався у відеокліпі співачки МакSим на пісню «Отпускаю». Озвучував роль Івана у комп'ютерній грі-квесті «Недитячі казки». У 2019 році взяв участь у шоу «Форт Боярд».

### Особисте життя
Дружина — Ірина Никифорова, працювала фотомоделлю. Подружжя уклали шлюб у 2008 році, через 5 місяців після знайомства. 17 липня 2013 року в сім'ї народилися двійнята — Олександр та Вероніка.

## Фільмографія
- Грішне кохання (1997)
- Кордон. Тайговий роман (2000)
- Театральна академія (2002)
- Кам'янська-2 (2002)
- Марш Турецького (2002)
- Найкраще місто Землі (2003)
- Стилет-2 (2004)
- Бій з тінню (2005)
- Єсенін (2005)
- Останній бронепоїзд (2006)
- Танкер "Танго" (2006)
- Бій з тінню 2: Реванш (2007)
- Річка-море (2008)
- Смерть шпигунам. Крим (2008)
- Друге дихання (2008)
- Біле полотно (2008)
- Віддамся у добрі руки (2009)
- Робінзон (2010)
- V Центурія. У пошуках зачарованих скарбів (2010)
- Кохання під прикриттям (2010)
- Повернення до «А» (2011)
- Бій з тінню 3D: Останній раунд (2011)
- Олімпійське село (2012)
- 8 перших побачень (2012)
- Нічні ластівки (2012)
- Топтуни (2012)
- Ломбард (2013)
- Молодіжка (2013)
- Син за батька (2014)
- 22 хвилини (2014)
- Слід тигра (2014)
- Захоплення (2015)
- Уроки виживання (2015)
- Спарта (2016)
- Операція «Мухаббат» (2018)
- Друга спроба (2021)
- БіМ (2022)
- Багатоповерхівка (2022)
- Ангел помсти (2023)
- Господар (2023)
- БіМ-2 (2023)